# بحيرة يانكيوي
بحيرة يانكيوي (بالإسبانية: Lago Llanquihue) هي ثاني أكبر بحيرة في تشيلي، حيث تبلغ مساحتها 877 كيلومترًا مربعًا. تقع في جنوب البلاد في إقليم لوس لاغوس، وتحديدًا في مقاطعتيّ يانكيوي وأوزورنو، حيث تُعتبر هذه المنطقة الجزء الشمالي لبتاغونيا. كما يطل بركان أوزورنو على البحيرة، لتشكّل المنطقة المجاورة لها نقطة جذب للسيّاح.

## صور

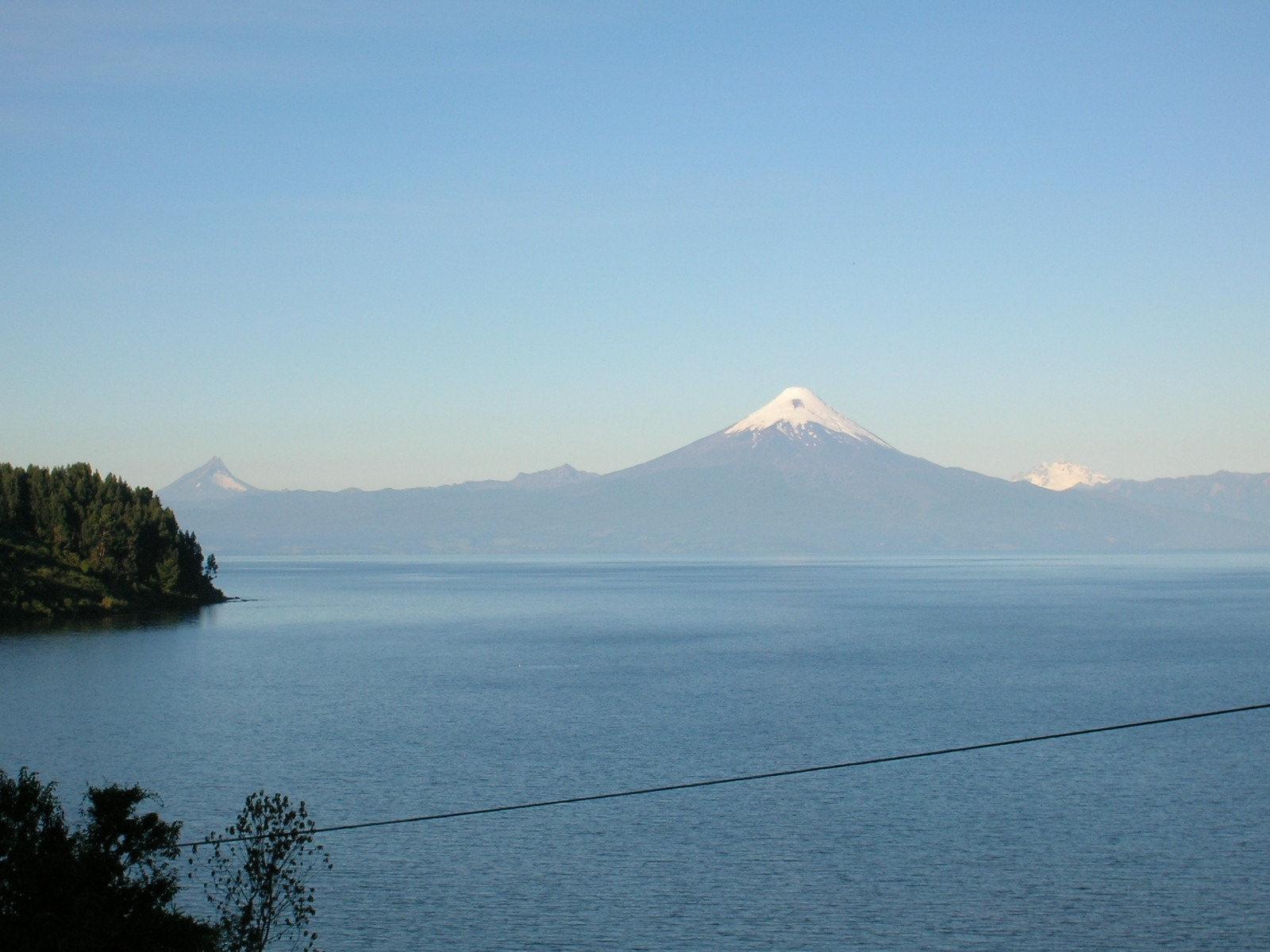
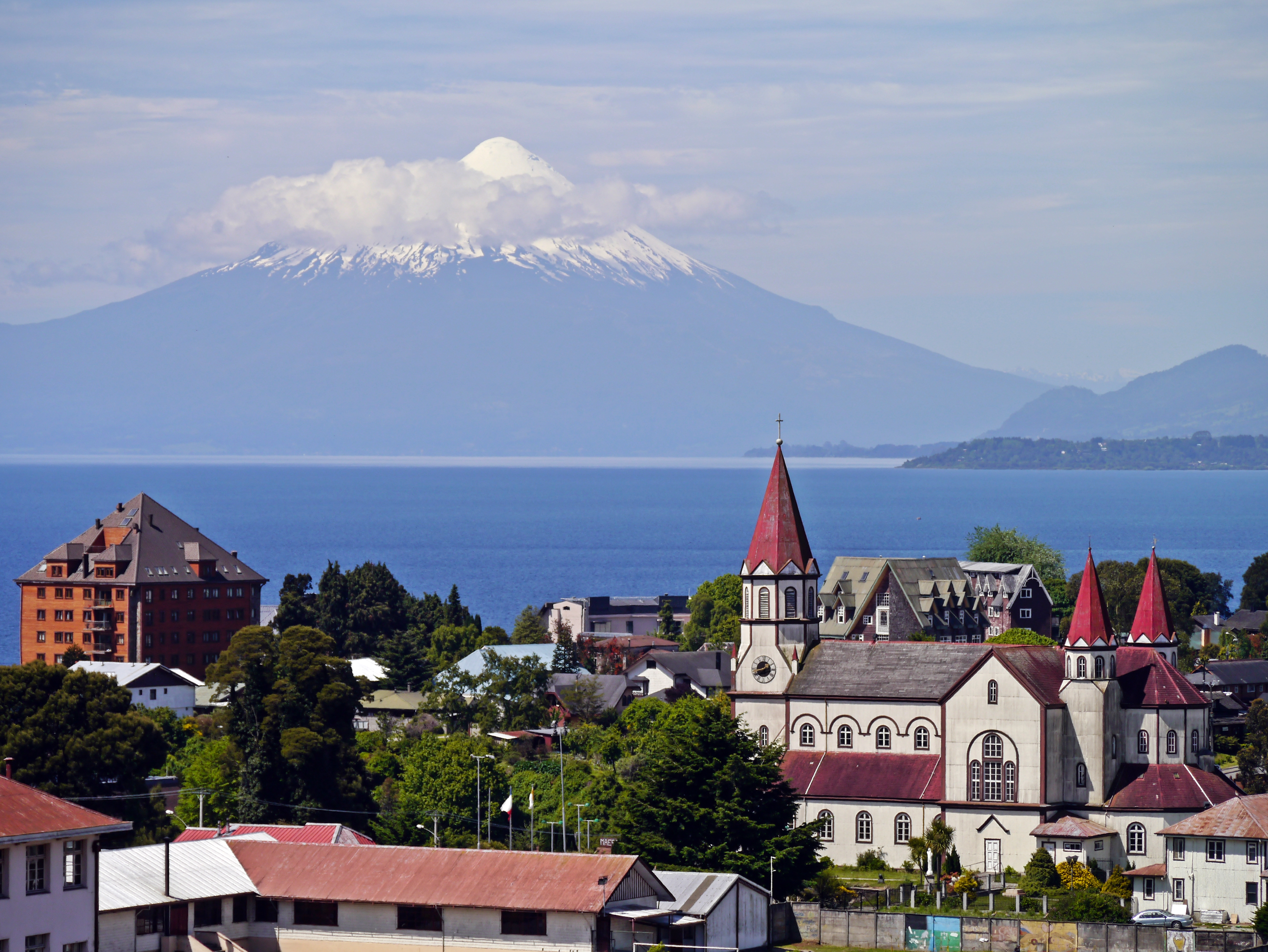
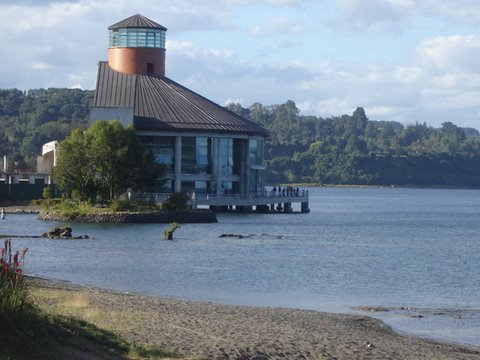

## وصلات خارجية
- فلم وثائقي عن بحيرة يانكيوي (بالإنجليزية)